# Phường 21
Phường 21 là một phường thuộc quận Bình Thạnh, Thành phố Hồ Chí Minh, Việt Nam.
Phường 21 có diện tích 0,40 km², dân số năm 2021 là 22.781 người,  mật độ dân số đạt 56.952 người/km².